# James M. Black
James Milton Black, född 1856, död 1938, musiker i metodistkyrkan, tonsättare och sångförfattare från USA.

## Sånger
- När den evigt klara morgon gryr (1893)
- Se'n Gud till barn mig tog åt sig tonsatt av Black